# بتورا سر
بتورا سر (اردو: بتورا سر) که بتورا ۱ نیز نامیده می‌شود، ۲۵مین قله بلند دنیا و ۱۰مین قله بلند پاکستان است. این قله بلندترین نقطه بتورا موزتاغ است که غربی‌ترین زیررشته از رشته‌کوه قره‌قروم به شمار می‌رود.
بتورا، بتورا ۱ و بتورا ۱ شرقی از دیگر نام‌های این قله هستند.
این کوه با وجود ارتفاع اندک بیشتر نسبت به راکاپوشی، به دلیل قرار گرفتن در فاصله بیشتر نسبت به دره هنزه، از شهرت کمتری برخوردار است.